# Familjeskogsbruk
Familjeskogsbruk, närmare en miljon människor äger skog i Norden och svarar för den helt dominerande delen av virkesförsörjningen till skogsindustrin. Traditionellt har detta ägande kallats för "privatskogsbruk". Det är dock ett begrepp som enligt internationellt språkbruk även innefattar bolagsägande. De europeiska skogsägareorganisationerna lanserade på 1990-talet begreppet "familjeskogsbruk" för enskilt ägande inom familjens och släkten. Begreppet har fått betydande genomslag i den skogliga terminologin, såväl i Sverige som i många andra europeiska länder.
Skogsägarföreningarna i Sverige har till syfte att tillvarata familjeskogsbrukets intressen.
Linnéuniversitetet i Växjö bedriver kurser i Hållbart familjeskogsbruk. Kurserna ges på distans och riktar sig till privata skogsägare och andra skogligt intresserade. 